# Quadient
Quadient (Euronext: QDT), ex Neopost, es una empresa especializada en equipos logísticos y manipulación de correo. A lo largo de los años, su negocio ha evolucionado de un fabricante de contadores y equipos de envío a una cartera más amplia, que ahora abarca cuatro áreas comerciales principales: Gestión de la experiencia del cliente; automatización de procesos comerciales; soluciones de correo; taquillas automáticas para paquetería.
Quadient cotiza en la Bolsa de París.